# Pinza bulldog

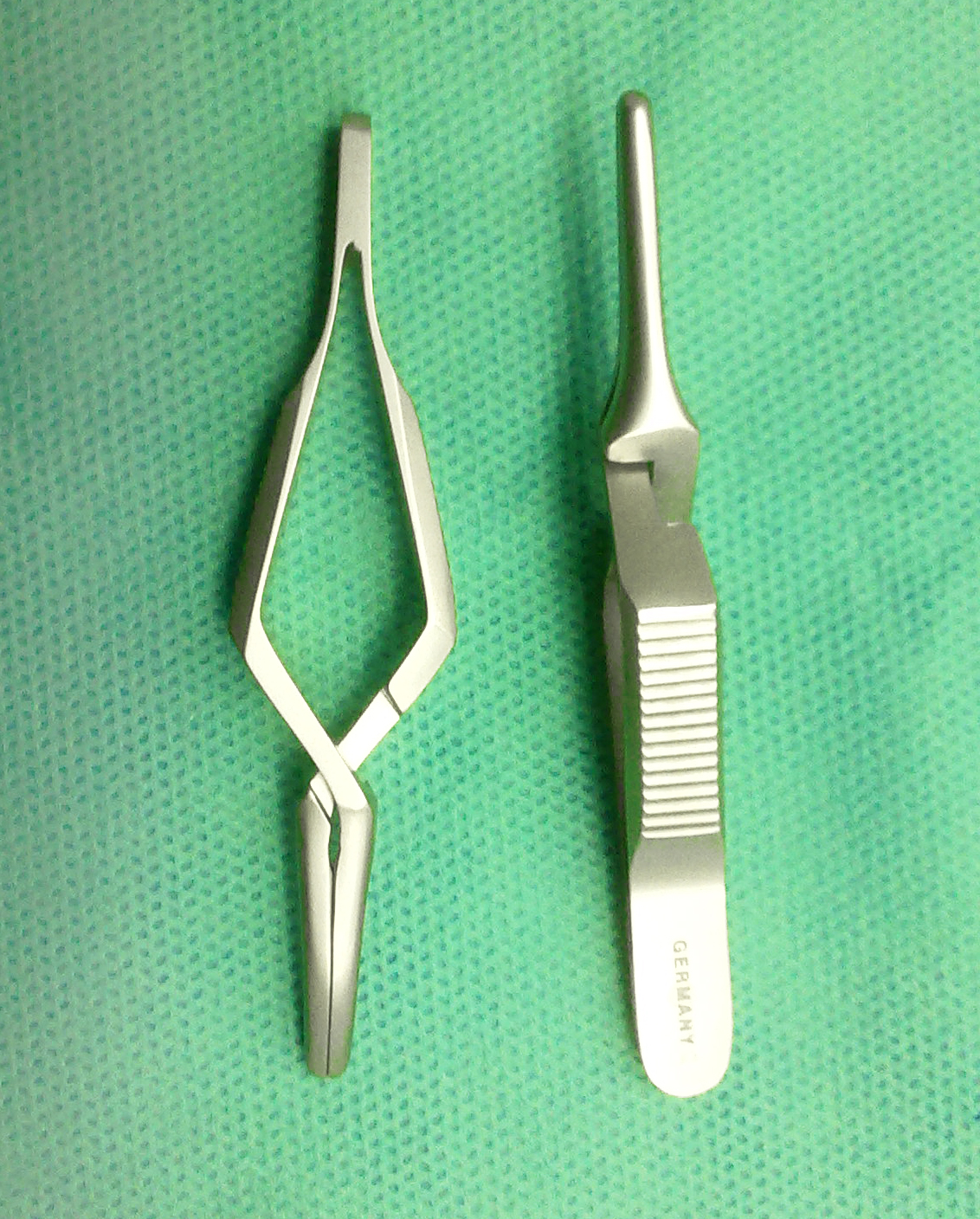
Pinza bulldog.

Una pinza bulldog, es un tipo de pinza utilizada en cirugía.  Posee mandíbulas aserradas y un resorte de forma que tomará el tejido y permanecerá agarrada a suturas, tejidos u órganos. El resorte puede ser suave o las mandíbulas pueden estar recubiertas de un material blando para evitar que el material apresado sea dañado.
Las pinzas de este tipo fueron diseñadas por cirujanos entre los que se incluyen Johann Dieffenbach y Robert Liston.